# Cherán
Cherán, también llamado Cherán K'eri, es una población del estado mexicano de Michoacán de Ocampo localizada en la Meseta purépecha. Es uno de los principales centros de población del pueblo purépecha y cabecera del municipio homónimo.
Según los datos surgidos del censo de 2020, Cherán tiene una población de 16 841 habitantes.

## Ubicación
La población de Cherán se encuentra localizada en la zona centro-oeste del estado, en el corazón de la denominada Meseta purépecha y en las coordenadas geográficas 19°41′12″N 101°57′17″O / 19.68667, -101.95472, con una altura de 2377 metros sobre el nivel del mar. Su principal vía de comunicación es la Carretera Federal 37 que aunque no pasa directamente por la población sino es necesario acceder a ella por un acceso secundario, la une al norte con Purépero y al suroeste con Paracho y Uruapan, distante esta última ciudad unos 60 kilómetros hacia el sur.

## Historia
La historia de la población que hoy es Cherán se remontan aun antes de la existencia del Imperio purépecha, por lo que es una de los más antiguos centros de población de la zona que hoy constituye al estado de Michoacán, al iniciarse la expansión purépecha realizada por su soberano, Tariácuri, Cherán fue una las primeras plazas conquistadas por las fuerzas que encabezaban los caudillos Hiquíngare y Tanganxóan, hijo y sobrino de Tariácuri respectivamente.
A la conquista española de la zona, Cherán fue dominado por los españoles a partir de 1533 en que se establecieron en él misioneros franciscanos con la intención de evangelizar a los indígenas, los cuales le dieron al pueblo el nombre de San Francisco Cherán por real cédula de Carlos I de España; se considera que entre los primeros frailes presentes en Cherán estuvo Jacobo Daciano, uno de los principales evangelizadores de la zona y a quien se atribuye la construcción del templo católico del lugar, junto con Martín de Jesús y Juan de San Miguel.
Tras la independencia de México siguió siendo una de las principales poblaciones purépechas, dedicada a actividades agrícolas y la fabricación de zapatos. En 1831 era una tenencia del municipio de Nahuatzen y el 20 de noviembre de 1861 fue constituido el municipio de Cherán, del que se convirtió en cabecera.

### El levantamiento de 2011 y la transición a la democracia directa

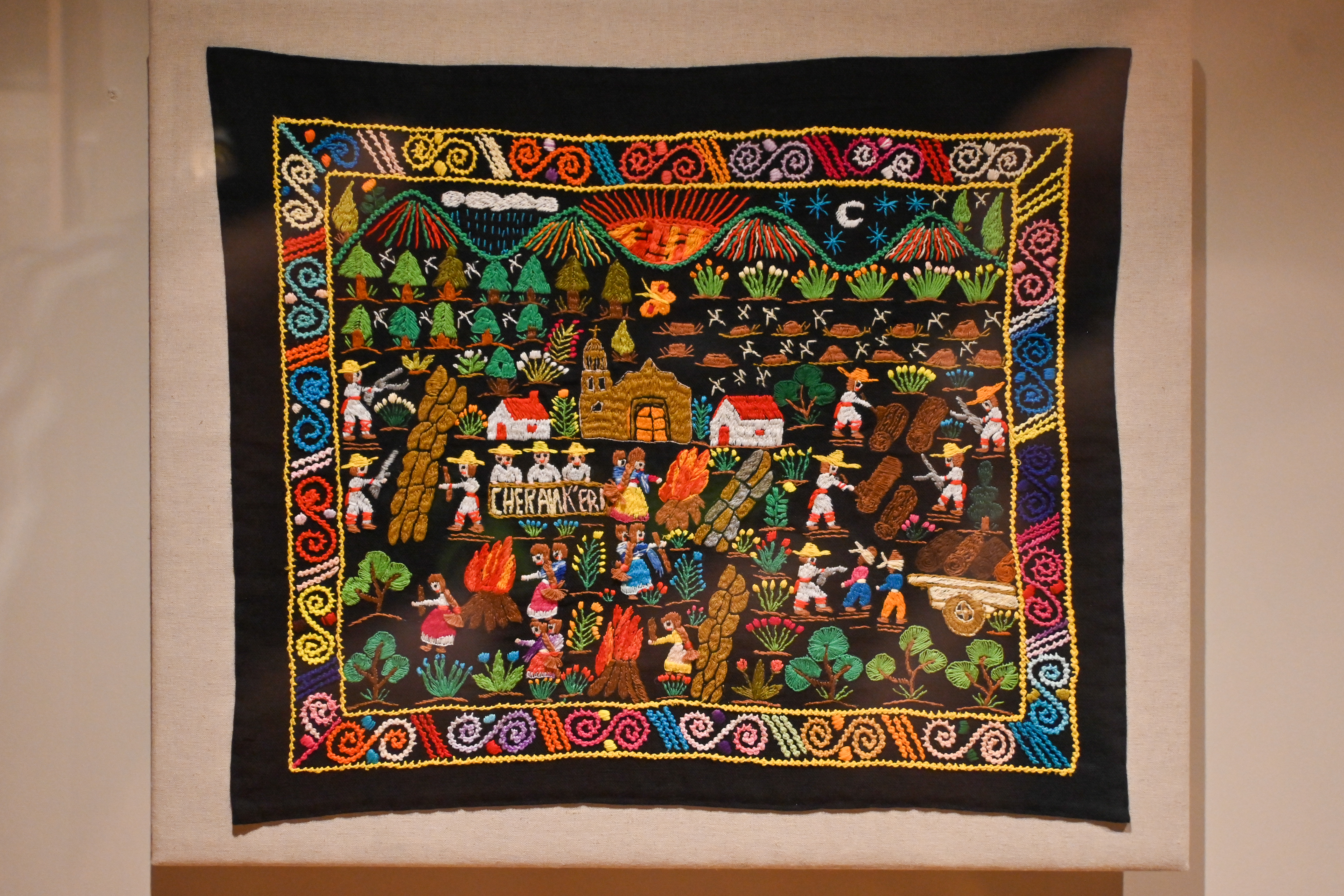
Bordado de la comunidad de Cherán

El 15 de abril de 2011, liderado por mujeres, parte importante de la población de Cherán se levantó en armas para defender el bosque de los alrededores de los madereros ajenos a la población. También expulsaron a los delincuentes y a la policía, y desconocieron a los políticos y el sistema de partidos como forma de organización política.
La población, según las versiones favorables al levantamiento, estaba «cansada de los homicidios y secuestros que ya eran rutina en su pueblo, así como de los cobros de extorsión a pequeños negocios que hacían hombres enmascarados». Hubo un enfrentamiento entre gran parte de la población civil por un lado, y, por otro lado, los madereros ilegales, la gente de crimen organizado, la policía, y los políticos. Venció la organización comunitaria, y ahí comenzó la jornada de Cherán hacia una democracia directa basada en usos y costumbres del Derecho indígena-comunitario, asambleario.
El 2 de noviembre de ese mismo año, la Tribunal Electoral del Poder Judicial de la Federación dictó una sentencia favorable a los Derechos de Cherán de autogobernarse y a la medida de expulsar a los partidos políticos como reza el artículo segundo de la Constitución mexicana.
Esta forma de administración, según un activista de la comunidad, no solo salvó el bosque de Cherán, sino que trajo paz: Cherán en 2017 tuvo la tasa de homicidios más baja en todo el estado de Michoacán y quizás incluso en todo el país de México.

## Hermanamientos
- Chilchota, Michoacán (2010).[10]